# Laurent Van Lancker
Laurent Van Lancker est un cinéaste et anthropologue belge. Ses films et ses recherches explorent souvent des thèmes tels que la diversité culturelle, la migration et les connexions humaines à travers l'ethnographie sensorielle, des approches collaboratives, des techniques narratives innovantes et une esthétique visuelle marquée.

## Cinéaste
Tout au long de sa carrière, Van Lancker a produit et réalisé des films allant de l'expérimental au long-métrage de fiction, mais principalement des documentaires créatifs et des films hybrides. Ces œuvres lui ont valu plusieurs prix internationaux.
Ses premières œuvres, telles que Ymako (1998) et In Voodoo We Trust (1997), explorent les aspects sociaux et religieux de diverses cultures. Par la suite, il a créé une série intitulée Experimental Ethnographies, comprenant les films Eth(n)ics Vietnam (2001), Reflectors (2004), Majjudo – Lost men (2009) et Disorient (2010).
Il a acquis une reconnaissance internationale avec son premier long-métrage Surya (2006), un film hybride, sensoriel et collaboratif, mettant en scène des conteurs de différents pays. Depuis lors, il a réalisé trois longs-métrages abordant le thème de la migration à travers différents genres cinématographiques (fiction, documentaire et cinéma hybride), tous trois ayant eu une sortie en salle et remporté des prix :
- Fallow (2015) est une fiction basée sur la première partie du roman De Ontelbaren (Les Innombrables) de l’auteur Elvis Peeters, qui a coécrit le scénario. Tibo Vandenborre, Aurora Marion, Sam Louwyck et Chokri Ben Chicka jouent dans ce film de fiction dystopique[4].
- Kalès (2017) est un documentaire participatif offrant une perspective intime sur la « jungle » de Calais, à travers des images, des sons et des textes réalisés en collaboration avec des migrants[5].
- We Others (2022) est un film hybride, dans lequel des migrants contemporains rejouent et racontent leurs longs parcours migratoires, en dialogue avec les récits de migrants européens qu’ils incarnent également. Ce film, entre documentaire et fiction, est basé sur l’effet de distanciation de Brecht, et a été réalisé à travers un travail collaboratif de longue durée[6].

### Project multimodaux
En parallèle de la réalisation de films, Van Lancker crée également des installations artistiques audiovisuelles, des performances et des œuvres multimodales basées sur une recherche approfondie. Notamment, newdiwans.org est un projet web participatif proposant un dialogue interculturel à travers des réponses artistiques. Des personnes du monde entier sont invitées à produire et à télécharger leurs propres créations audiovisuelles inspirées de la poésie Diwan du poète persan Hafez et de l'écrivain allemand Goethe.

## En académie
Van Lancker est un acteur reconnu de l'anthropologie audiovisuelle contemporaine. Il détient des maîtrises en réalisation cinématographique de l’Institut des Arts de Diffusion (IAD) et en anthropologie sociale de la School of Oriental and African Studies (SOAS) à Londres. Il a également un doctorat de KASK/Université de Gand. Il a mené des recherches ethnographiques dans différentes régions du monde, y compris en Asie du Sud-Est, au Moyen-Orient et en Afrique subsaharienne. Son travail académique se concentre sur l'exploration de la manière dont le cinéma peut être utilisé à la fois comme méthode et médium pour l'enquête anthropologique.
Van Lancker est actuellement professeur en anthropologie audiovisuelle à l’Université d’Aix-Marseille, où il est titulaire d’une chaire d’excellence A*Midex et a initié un groupe de recherche sur les Formes Narratives Alternatives en Anthropologie Audiovisuelle (ANFAA). Précédemment, il a enseigné dans des écoles de cinéma : INSAS (Bruxelles), Film Academy Amsterdam, LUCA - Doc Nomads, et dans des universités telles que la Freie Universität de Berlin et l’Université de Münster. Il a également été conférencier invité dans de nombreuses autres institutions. Il est cofondateur du laboratoire de projets SIC – SoundImageCulture, qui soutient les artistes émergents dans le développement de projets personnels.

### Sélection de publications
Les contributions  textuelles de Van Lancker à l'anthropologie audiovisuelle comprennent notamment : 
- Cinematic Ethnography (2025), Manchester University Press.
- "With(in) Each Other: Sensorial Strategies in Recent Audiovisual Work" (2013) in Anthropology and Practice, Routledge.
- "Subjectivities" (2025) in Routledge International Handbook of Visual Research Methods in Anthropology.
- Cinéthnographies : S'immerger dans d'autres cultures par le cinéma (2025) PU de Lyon.

## Recherche anthropologique audiovisuelle
Le double parcours de Van Lancker en anthropologie et en cinéma a jeté les bases de son approche distincte du récit visuel. Son travail établit un pont entre l'enquête académique et l'expression artistique, faisant de lui une voix unique dans le cinéma contemporain et un chercheur de premier plan dans le domaine des arts et des sciences humaines. Caractérisées par un mélange de documentaire et de fiction, de cinéma hybride et sensoriel, ses œuvres favorisent un dialogue entre l'éthique et l'esthétique, la poétique et la politique. Les films de Van Lancker impliquent fréquemment des collaborations avec des communautés locales et mettent en avant des acteurs non professionnels, donnant ainsi la parole aux groupes marginalisés et sous-représentés. Ses films ont été présentés dans divers festivals et plateformes internationaux, reflétant son engagement à explorer des récits culturels divers à travers des pratiques audiovisuelles innovantes, décoloniales et participatives.
Les films de Van Lancker remettent en question les structures narratives conventionnelles, privilégiant une approche fragmentée et multi-perspective qui reflète la complexité des identités culturelles et personnelles. Son utilisation de métaphores visuelles et de récits non linéaires invite à la comparaison avec des cinéastes tels que Chris Marker, Jean Rouch, Apichatpong Weerasethakul et Lav Diaz. Van Lancker emploie fréquemment des plans longs, des paysages sonores immersifs et des processus de scénarisation collaboratifs pour estomper les frontières entre fiction et réalité.

### Films notables
Laurent Van Lancker a reçu une reconnaissance internationale pour certaines de ses œuvres notables, notamment :
- "Surya" (2006) – Un film hybride poétique réalisé en collaboration avec dix conteurs lors d’un voyage terrestre de la Belgique au Vietnam. Le film a été largement salué pour sa forme narrative surréaliste et sa cinématographie immersive. Il a été projeté dans des festivals tels que Visions du Réel et Ethnocineca.
- "Disorient" (2012) – Ce film expérimental tisse ensemble des récits du Moyen-Orient, d'Afrique et d'Europe, abordant les thèmes de la migration, de l'identité et du déracinement[10].
- "Brak" (2015) – L’Europe du Nord dans un futur proche. Le système socio-économique mondial s'est effondré. Les Européens du Nord sont contraints de considérer la migration, espérant trouver un avenir meilleur plus au nord. Lucas se retrouve seul dans un endroit habité par des générations de migrants venus du monde entier. Il se trouve face à un choix : rester dans le village et nouer des relations, ou poursuivre son objectif et tenter l’expérience de la migration.
- "Kalès" (2016) – Un documentaire situé dans le camp de migrants de Calais, en France, connu sous le nom de "La Jungle". Le film capture la vie et la résilience des migrants et réfugiés face à l'adversité, en combinant des images observationnelles avec des récits profondément personnels[11].
- "We Others" (2020) – Une docufiction créée à travers un processus collaboratif avec des migrants qui incarnent et s’approprient les récits de l’émigration européenne du passé, qu’ils croisent avec leurs propres expériences migratoires. Un film poétique et politique, où des récits autobiographiques, des archives et des rêves du passé et du présent se mêlent pour évoquer une expérience sensorielle et épique.

### Prix et reconnaissance
Les films de Van Lancker ont été présentés dans de nombreux festivals de cinéma internationaux. Son travail a reçu des éloges critiques pour son approche innovante du récit et son engagement en faveur de la justice sociale. Son dévouement à amplifier les voix marginalisées et à remettre en question les récits conventionnels continue d'influencer les cinéastes et anthropologues émergents. Ses films sont souvent utilisés comme outils pédagogiques dans les programmes d'anthropologie et d'études cinématographiques à travers le monde, soulignant leur valeur éducative et artistique.